# Fort McMurray
Fort McMurray är en ort vid Athabascafloden i de norra delarna av provinsen Alberta i Kanada, som från 1980 och fram till den 1 april 1995 hade status som stad. Orten är det femte största samhället i provinsen, och spelar en viktig roll inom oljeindustrin. Fort McMurray i den centrala delen av landet, 2 800 km väster om huvudstaden Ottawa. Fort McMurray ligger 258 meter över havet. 2011 var antalet invånare 61 374.

## Skogsbrand 2016
Den 3 maj 2016 nådde en skogsbrand fram till Fort McMurray och ödelade en stor del av staden.